# مدرسة كامينغز للطب البيطري

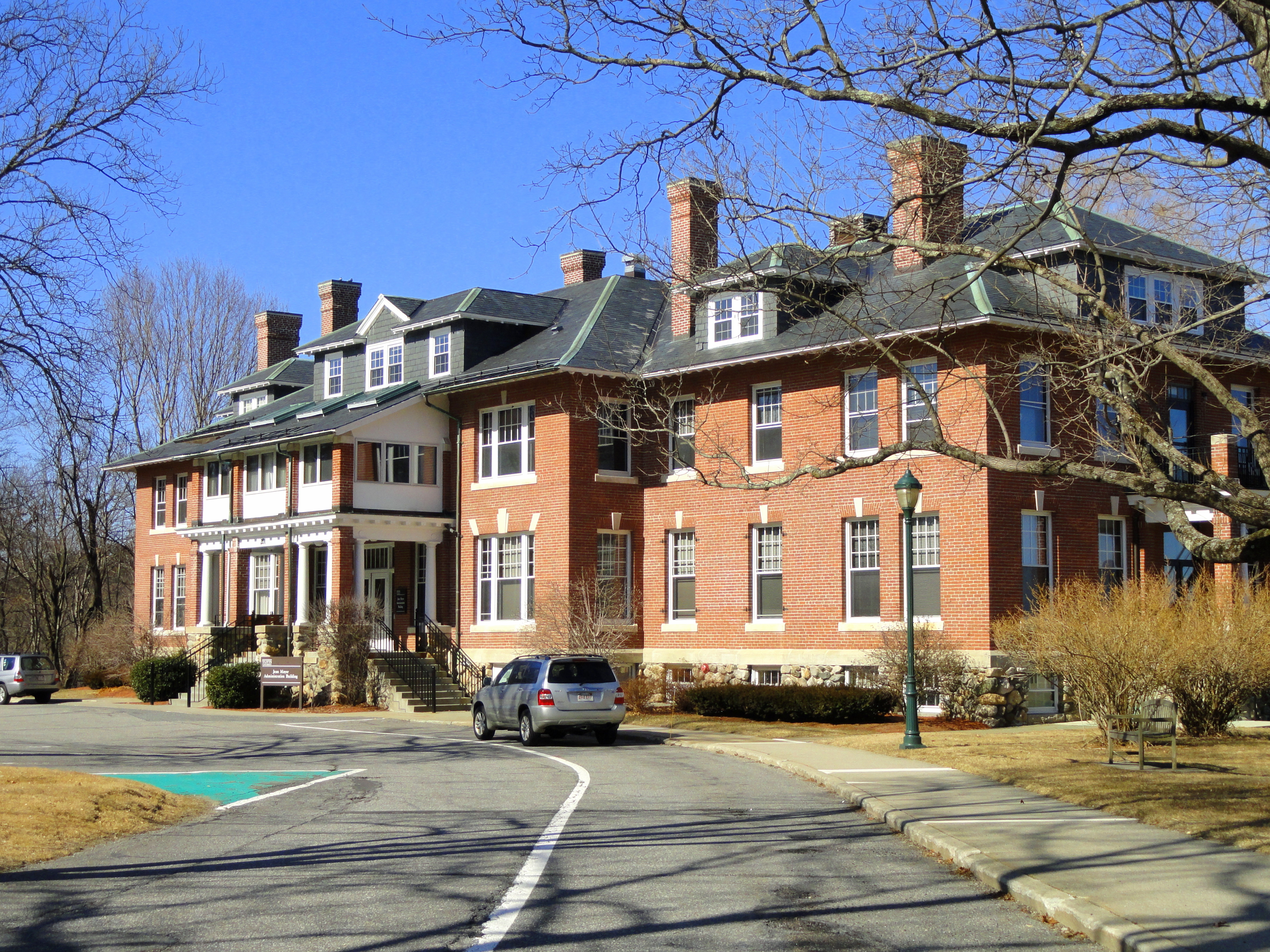
مبنى إدارة جان ماير

كلية كامينغز للطب البيطري (بالإنجليزية: Cummings School of Veterinary Medicine)‏ هي واحدة من الكليات والمدارس الثماني التي تشكل جامعة تافتس وهي المدرسة الوحيدة للطب البيطري في نيو إنجلاند.

## التنظيم وهيئة التدريس
تأسست مدرسة كامينغز عام 1978 ، تحت إشراف عميد ، يعينه الرئيس والوكيل ، بموافقة أمناء كلية تافتس (مجلس إدارة الجامعة). العميد مسؤول عن جميع جوانب عمليات الدراسة ، بما في ذلك التعليم الطبي والقبول ومواعيد أعضاء هيئة التدريس والعلاقات السريرية والعديد من مراكز ومعاهد البحث التابعة.
تم تعيين أليستر إي كريب في يوليو 2019 عميد لكلية كامينغز للطب البيطري بالإضافة إلى الأستاذ هنري ولويس فوستر للعلوم الطبية الحيوية.